# Chaitophorus saliniger
Chaitophorus saliniger är en insektsart. Chaitophorus saliniger ingår i släktet Chaitophorus och familjen långrörsbladlöss. Inga underarter finns listade i Catalogue of Life.